# Nicolás Rodríguez Peña
Nicolás Rodríguez Peña (Buenos Aires, 1775 – Santiago del Cile, 1853) è stato un politico argentino.
Membro della Primera Junta, ne fu allontanato nel 1811, ma l'anno seguente entrò a far parte del secondo triumvirato. Dal 1814 fu a capo del Consiglio di stato.